# Gilles, Eure-et-Loir
Gilles är en kommun i departementet Eure-et-Loir i regionen Centre-Val de Loire strax norr om centrala Frankrike. Kommunen ligger i kantonen Anet som tillhör arrondissementet Dreux. År 2022 hade Gilles 503 invånare.

## Befolkningsutveckling
Antalet invånare i kommunen Gilles
Referens:INSEE